# Шлюбні зв'язки
Шлюбні зв'язки (англ. Marriage Rows) — американська короткометражна кінокомедія Роско Арбакла 1931 року.

## У ролях
- Ллойд Гемілтон — Елмер
- Едді МакПайл — Вінні
- Аль Ст. Джон — Аль
- Доріс Дін
- Една Меріон